# Sofia Saldanha
Sofia Saldanha (Braga, 1975 - 2022) foi uma radialista e realizadora áudio portuguesa, reconhecida pelos seus documentários sonoros. 

## Biografia
Sofia Saldanha nasceu em Braga, em 1975. Deu os primeiros passos no mundo da rádio, na Rádio Universitária do Minho, onde trabalhou durante 15 anos. 
Estudou na Universidade de Londres, onde fez o mestrado em Rádio no Goldsmiths College; e uma graduação em Documentary Studies, no Salt Institute for Documentary Studies. 
Integrou o projecto britânico "In the Dark" e foi a fundadora do "In the Dark Lisboa", tendo organizado sessões de escuta em diferentes locais da cidade nas quais as pessoas ouvem no escuro.
Foi membro do Sindicato de Poesia, Associação Cultural que desde Outubro de 1996 trabalha o acto performativo de dizer poesia.
Em 2017 realizou "Não sei o que o amanhã trará", série documental sobre a vida e obra de Fernando Pessoa, audioguia ou viagem sonora de 15 episódios "que pode ser feita através de um percurso geográfico na cidade de Lisboa, ou através de uma viagem imaginária fora do percurso sugerido. Imagine-se na Lisboa pessoana, e ouça onde quiser".
Faleceu no dia 25 de Dezembro de 2022, em Braga.

## Prémios e Nomeações
Foi distinguida com os prémios:
- 2010 - Best New Artist no Third Coast International Audio Festival, com o documentário áudio The Sleeping Fool [7]

- 2021 - Prémio Prata na categoria Short Forms no 24.º Grand Prix Marulic, com o documentário A Caixa [8]

Ao longo da sua carreira foi também nomeada para vários prémios, nomeadamente:
- 2019 - Prix Europa - The European Broadcasting Festival
- 2019 - The HearSay Prize - HearSay International Audio Arts Festival
- 2020 - Prix Marulic - International Radio Festival

## Documentários
Os seus documentários áudio foram transmitidos na Rádio Antena 2, BBC Rádio 4, e em inúmeros canais de rádio norte-americanos. Entre eles encontram-se: 
- 2009 - The Sleeping Fool [11]

- 2012 - The Captain [12]

- 2013 - To Think There’s Nothing Else Out There [13]

- 2017 - Não sei o que o amanhã trará – um passeio sonoro na Lisboa de Fernando Pessoa [14]

- 2019 - A Caixa [15]

- 2020 - A Trovoada [16]

- 2020 - O Piano [17]

- 2020 - 1974: O 25 de abril na Rádio [18]

- 2021 - Letters to My Dear Lovers [19][20]

- 2021 - Vou e Venho, memória de Miguel Torga [21][22]